# Golda (film)
Golda è un film del 2023 diretto da Guy Nattiv.
La pellicola è incentrata sulla figura del primo ministro israeliano Golda Meir durante il periodo della guerra del Kippur.

## Trama
Nel 1973, durante la guerra del Kippur, la prima donna Primo Ministro di Israele Golda Meir deve confrontarsi con un gabinetto molto scettico e con un rapporto difficile con il Segretario di Stato americano Henry Kissinger, il tutto mentre l'Egitto di Anwar al-Sadat e la Siria di Hafiz al-Asad colgono per la prima volta impreparata la difesa militare israeliana.

## Produzione
Nell'aprile 2021 è stato annunciato che Helen Mirren avrebbe interpretato Golda Meir in un film diretto da Guy Nattiv. Le riprese principali sono iniziate a Londra l'8 novembre 2021.

## Distribuzione
Il film è stato presentato in anteprima mondiale il 20 febbraio 2023 in occasione della 73ª edizione del Festival internazionale del cinema di Berlino. Successivamente è stato distribuito nelle sale statunitensi il 25 agosto dello stesso anno, mentre la distribuzione nelle sale irlandesi e britanniche è prevista per il 6 ottobre 2023. In Italia è disponibile su Prime Video dall'11 giugno 2025.